# DHB-Pokal der Frauen 2023/24
Die Handballspiele um den DHB-Pokal 2023/24 der Frauen fanden von August 2023 bis März 2024 statt. TuS Metzingen gewann erstmals den Pokalwettbewerb.

## Hauptrunde
Die Spielpaarungen der 1. Runde im DHB-Pokal wurden am 27. Juli 2023 ausgelost. 24 Mannschaften spielen um den Einzug in die zweite Runde. Die Auslosung fand nach regionalen Gesichtspunkten statt. Das Heimrecht lag bei der in der Spielzeit 2022/23 klassentieferen Mannschaft.
| Datum             | Heimmannschaft (Liga)                     | Gastmannschaft (Liga)             | Ergebnis (Halbzeitstand) |
| ----------------- | ----------------------------------------- | --------------------------------- | ------------------------ |
| 30. August 2023   | Frankfurter Handball Club (3. Liga)       | SV Union Halle-Neustadt (1. Liga) | 25:38 (14:19)            |
| 30. August 2023   | HL Buchholz 08-Rosengarten (2. Liga)      | SV Werder Bremen (2. Liga)        | 29:24 (17:12)            |
| 2. September 2023 | TSV Nord Harrislee (2. Liga)              | VfL Oldenburg (1. Liga)           | 29:38 (11:23)            |
| 2. September 2023 | HSV Solingen-Gräfrath (1. Liga)           | BSV Sachsen Zwickau (1. Liga)     | 26:24 (12:10)            |
| 2. September 2023 | HC Rödertal (2. Liga)                     | Sport-Union Neckarsulm (1. Liga)  | 27:29 (15:16)            |
| 2. September 2023 | Füchse Berlin (2. Liga)                   | Buxtehuder SV (1. Liga)           | 16:34 (7:17)             |
| 2. September 2023 | SG Steinbach/Kappelwindeck (3. Liga)      | TuS Metzingen (1. Liga)           | 19:43 (13:21)            |
| 2. September 2023 | SV Warnemünde (Oberliga)                  | HSG Bad Wildungen (1. Liga)       | 16:47 (7:22)             |
| 3. September 2023 | SV Teutonia 1919 Bochum-Riemke (Oberliga) | VfL Waiblingen (2. Liga)          | 23:42 (13:23)            |
| 3. September 2023 | HC Leipzig (2. Liga)                      | HSG Blomberg-Lippe (1. Liga)      | 21:39 (13:19)            |
| 3. September 2023 | TuS Lintfort (2. Liga)                    | TSV Bayer 04 Leverkusen (1. Liga) | 22:34 (11:17)            |
| 3. September 2023 | Frisch Auf! Göppingen (2. Liga)           | ESV 1927 Regensburg (2. Liga)     | 30:28 (14:14)            |

Hinweis: Die Angaben zur Ligazugehörigkeit beziehen sich auf die laufende Spielzeit; für die Vergabe des Heimspielrechts wurde die Ligazugehörigkeit der letzten Saison berücksichtigt.

## Achtelfinale
Das Achtelfinale wurde am 6. September 2023 in der Halbzeitpause des Saisonauftakts der Handball-Bundesliga 2023/24 von Bundestrainer Markus Gaugisch ausgelost. Die Spiele werden vom 25. September bis 1. Oktober ausgetragen.
| Datum              | Heimmannschaft             | Gastmannschaft          | Ergebnis (Halbzeitstand) |
| ------------------ | -------------------------- | ----------------------- | ------------------------ |
| 27. September 2023 | HL Buchholz 08-Rosengarten | Thüringer HC            | 23:34 (11:19)            |
| 27. September 2023 | Sport-Union Neckarsulm     | SG BBM Bietigheim       | 26:36 (11:12)            |
| 30. September 2023 | Buxtehuder SV              | HSG Bensheim/Auerbach   | 24:27 (14:13)            |
| 30. September 2023 | HSG Blomberg-Lippe         | TuS Metzingen           | 24:28 (12:12)            |
| 30. September 2023 | HSV Solingen-Gräfrath      | SV Union Halle-Neustadt | 29:27 (11:12)            |
| 30. September 2023 | Borussia Dortmund          | TSV Bayer 04 Leverkusen | 24:26 (13:13)            |
| 30. September 2023 | Frisch Auf! Göppingen      | VfL Oldenburg           | 27:31 (16:15)            |
| 01. Oktober 2023   | HSG Bad Wildungen          | VfL Waiblingen          | 27:25 (13:12)            |

## Viertelfinale
Das Viertelfinale wurde am 6. Oktober 2023 von Daniela Anschütz-Thoms ausgelost.
| Datum            | Heimmannschaft        | Gastmannschaft          | Ergebnis (Halbzeitstand) |
| ---------------- | --------------------- | ----------------------- | ------------------------ |
| 1. November 2023 | VfL Oldenburg         | TSV Bayer 04 Leverkusen | 26:22 (12:10)            |
| 1. November 2023 | SG BBM Bietigheim     | HSG Bad Wildungen       | 57:23 (24:10)            |
| 1. November 2023 | Thüringer HC          | HSG Bensheim/Auerbach   | 35:33 (15:18)            |
| 1. November 2023 | HSV Solingen-Gräfrath | TuS Metzingen           | 23:35 (11:15)            |

## Finalspiele
Das Final Four fand am Wochenende 9./10. März 2024 in der Porsche-Arena in Stuttgart statt. Es qualifizierten sich die vier Sieger aus dem Viertelfinale. Die Partien wurden am 5. November von Isabell Klein ausgelost.
| Datum        | Mannschaft 1  | Mannschaft 2      | Ergebnis (Halbzeitstand)  |
| ------------ | ------------- | ----------------- | ------------------------- |
| 9. März 2024 | Thüringer HC  | SG BBM Bietigheim | 21:25 (12:13)             |
| 9. März 2024 | VfL Oldenburg | TuS Metzingen     | 30:31 n.S. (26:26, 14:16) |

### 1. Halbfinale
Thüringer HC: Eckerle, Roth – Lott (5), Reichert (5), Rode (4), Hanfland  (3), Pichlmeier (2), Hendrikse  (1), Stockschläder (1), Tanabe, Rønningen, Holmberg , Niederwieser , Gullberg , Frey, Kündig
SG BBM Bietigheim: Lønborg, Moreschi – Döll  (10), Dulfer (5), I. Smits (3), X. Smits  (2), Faluvégi  (2), Gassama Cissokho (1), Kudłacz-Gloc (1), Hvenfelt (1), Birtić, Johansen, Andersson, Behrend, Háfra, Malá
Schiedsrichter: Steven Heine & Sascha Standke

### 2. Halbfinale
VfL Oldenburg: Kohorst, Fasold, Humpert – Reinemann   (7), Knippert (7), Steffen (5), Carstensen  (5), Teiken (3), Korsten (1), Golla (1), Ronge (1), Borutta, Martens, Feiniler, Pfundstein, Röpcke
TuS Metzingen: Weiss, Poláčková, Kántor – Rott  (5), Nocuń  (5), Tröster (4), Behnke (4), Scheib  (3), Klein   (2), Woth  (2), Juuhl Svensson (2), Oßwald (2), Weigel (1), Franková (1), Petzold, Hübner
Schiedsrichter: Thomas Hörath & Timo Hofmann

### Spiel um Platz 3
Die Verlierer der beiden Halbfinalbegegnungen trafen im Spiel um Platz 3 aufeinander.
| Datum, Uhrzeit           | Heimmannschaft |   | Gastmannschaft | Ergebnis (Halbzeitstand) |
| ------------------------ | -------------- | - | -------------- | ------------------------ |
| 10. März 2024, 14:00 Uhr | VfL Oldenburg  | – | Thüringer HC   | 34:30 (19:13)            |

VfL Oldenburg: Kohorst, Fasold, Humpert – Reinemann (12), Röpcke   (6), Korsten (5), Borutta (4), Steffen    (3), Golla    (2), Pfundstein (1), Knippert (1), Teiken, Martens, Carstensen, Feiniler , Ronge
Thüringer HC: Eckerle, Roth – Hendrikse (7), Reichert (7), Holmberg  (6), Pichlmeier (4), Stockschläder (3), Tanabe (1), Gullberg (1), Rode (1), Frey, Rønningen , Niederwieser , Lott, Kündig, Hanfland
Schiedsrichter: Steven Heine & Sascha Standke

### Finale
Die Sieger der beiden Halbfinalbegegnungen spielten im Finale um den Titel des Deutschen Pokalsiegers 2024.
| Datum, Uhrzeit           | Heimmannschaft |   | Gastmannschaft    | Ergebnis (Halbzeitstand) |
| ------------------------ | -------------- | - | ----------------- | ------------------------ |
| 10. März 2024, 16:30 Uhr | TuS Metzingen  | – | SG BBM Bietigheim | 30:28 (15:17)            |

TuS Metzingen: Weiss, Poláčková, Kántor – Scheib (9), Klein  (5), Rott (5), Juuhl Svensson (4), Oßwald   (4), Tröster (1), Behnke (1), Woth (1), Petzold, Weigel , Hübner, Franková, Nocuń
SG BBM Bietigheim: Lønborg, Moreschi – Kudłacz-Gloc (7), Behrend (6), Dulfer (4), X. Smits  (4), Döll (3), Hvenfelt   (2), Faluvégi (1), Birtić, I. Smits, Johansen, Andersson, Háfra, Malá
Schiedsrichter: Maike Merz & Tanja Kuttler

## Auszeichnungen
Julia Behnke wurde als Turnier-MVP und Marie Weiss wurde als beste Torhüterin des Turniers ausgezeichnet.